# Achillea sieheana
Achillea sieheana là một loài thực vật có hoa trong họ Cúc. Loài này được Stapf mô tả khoa học đầu tiên năm 1906.